# متلاکتلا، بریتیش کلمبیا
متلاکتلا، بریتیش کلمبیا (به انگلیسی: Metlakatla) یک منطقهٔ مسکونی در کانادا است.